# Verkehrsgemeinschaft Schleswig-Flensburg

Logo der VGSF

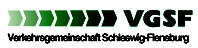
Historisches Logo der VGSF

Die Verkehrsgemeinschaft Schleswig-Flensburg mbH (VGSF) war ein Zusammenschluss von mehreren Busunternehmen im Kreis Schleswig-Flensburg und stellte Leistungen im öffentlichen Personennahverkehr (ÖPNV) bereit. Der angebotene Gemeinschaftstarif wurde im August 2022 in den Schleswig-Holstein-Tarif integriert.
Der 1983 gegründete Zusammenschluss der Verkehrsbetriebe des Kreises Schleswig-Flensburg (VKSF), wurde im Januar 2005 unter dem neuen Namen Verkehrsbetriebe Schleswig-Flensburg (VSF) privatisiert. An ihnen sind die Busunternehmen Autokraft, Förde-Bus, Gorzelniaski Omnibusbetrieb und Hansen-Borg beteiligt. Der kreiseigene Omnibusbetrieb ist ein 100%iges Tochterunternehmen der Verkehrsholding Nord GmbH & Co. KG (VHN) und unterhält den 28.000 m² großen Betriebshof in Schleswig (Lage).